# Suchá
Suchá es una localidad del distrito de Jihlava en la región de Vysočina, República Checa. Tiene una población estimada, a principios de 2021, de 257 habitantes. 
Está ubicada en el centro-sur de la región, cerca de la orilla del río Jihlava (cuenca hidrográfica del Danubio) y de la frontera con la región de Bohemia Meridional.